# John Chaworth (2e vicomte Chaworth)
Pour l’article homonyme, voir Chaworth.
John Chaworth (1605 - juin 1644), 2e vicomte Chaworth d'Armagh, est un noble anglais .

## Biographie
Il est le fils de George Chaworth (1er vicomte Chaworth) d'Armagh et Mary Knyveton. Il épouse l'hon. Elizabeth Noel, fille d'Edward Noel, 2e vicomte Campden et l'hon. Juliana Hicks, avant 1632. Ils ont :
- Mary Chaworth (décédée en 1667)
- Hon. Elizabeth Chaworth (19 décembre 1632 - décembre 1683) épouse William Byron (3e baron Byron)
- Patrick Chaworth (3e vicomte Chaworth) (20 juin 1635 - juin 1693)

Après la mort de sa première femme, il épouse Anne Hickman, fille de Dixie Hickman et Elizabeth Windsor, le 13 décembre 1643 à Gainsborough, Lincolnshire. Il est décédé en juin 1644.
Il devient 2e vicomte Chaworth d'Armagh et 2e baron Chaworth de Tryme le 3 juillet 1639.
Lord Chaworth soutient Charles Ier d'Angleterre et en décembre 1642 fortifie Wiverton Hall pour en faire une garnison pour le roi.